# ラドクリフ (ケンタッキー州)
ラドクリフ（英: Radcliff）は、アメリカ合衆国ケンタッキー州北中部ハーディン郡にある第2等級都市である。2010年国勢調査での人口は21,688 人である。エリザベスタウン都市圏に属している。
ラドクリフ市の経済は隣接する陸軍基地フォートノックスと近くにある郡庁所在地のエリザベスタウンの影響を強く受けている。以前はフォートノックスの部隊配置に大きく依存して変動していたが、基地再編成とアメリカ陸軍の人事司令部をフォートノックスに持ってきたことで、人口が増え、安定した。

## 地理
ラドクリフ市は北緯37度49分48秒 西経85度56分44秒 / 北緯37.83000度 西経85.94556度 (37.829918, -85.945541)に位置している。
アメリカ合衆国国勢調査局に拠れば、市域全面積は11.5平方マイル (30 km2)であり、このうち陸地11.5平方マイル (30 km2)、水域は0.0平方マイル (0 km2)で水域率は0.09%である
未編入の町であるロジャーズビルは通常ラドクリフの一部だと考えられている。この町の名は地元家族から名付けられた。アメリカ国道31号線とケンタッキー州道447号線に沿っている。

## 歴史
ラドクリフ市は1956年に法人化されたが、実際には1919年にホレス・マッカラムがウィルソン・アベニュー沿いの土地を分割し、競売で販売した時の設立である。マッカラムはこの新しい町を、新しく設立されたキャンプ・ヘンリー・ノックスの兵站部隊長ウィリアム・ラドクリフから名付けた。この新しい町に開店した雑貨店を売却した後は、マッカラムは町の発展に関わっていない。
ラドクリフの歴史で次の重要な出来事は、1930年代にフォートノックスが拡張して、スティストンとニュースティストンの町からラドクリフに移って来たことであり、様々な住民と企業も移って来た。第二次世界大戦で、数多い兵士がフォートノックスで訓練を受け、余暇はラドクリフで過ごした。
ハーディン水道地区1号は1953年に結成され、そのプロジェクトの資金を手当てする債権の販売で1955年に現実のものとなった。今日、この水道地区はハーディン郡全体に上水を提供する主要資源となっている。ラドクリフ消防署は1955年に設立された、ジョセフ・B・ハッチャーソンが初代署長になった。この年にラドクリフ市民クラブも結成され、市は1956年3月に第6等級都市として法人化された。ラドクリフ警察署が料金ベースで給与が払われる警官で設立された。人口は800人と推計された。過去50年間のラドクリフ市の人口増は短期滞在の軍事関係者によるものだが、その数字は停滞し減少する傾向が表れていた。一時期ラドクリフの人口はエリザベスタウンの人口を超えていたが、2000年国勢調査の後までであり、2000年代後半に基地の再配置が行われた後ははっきり差を付けられている。1956年に市になったときの人口が800人、1960年には3,381人、1970年に8.281人、1980年に14,519人、2000年に21,961人と急増してきた歴史があった。
1988年、ラドクリフの第一アッセンブリーズ・オブ・ゴッドの若者集団が、アメリカ合衆国史の中でも最悪の酒酔い運転事故に巻き込まれた。州間高速道路71号線を逆走した酔っぱらい運転の車がこの若者達の乗ったバスに衝突、出火し、27人が死んだ。
2011年10月半ば、ラドクリフ市は住民投票でアルコール販売を承認することになった。2012年1月初旬からアルコール販売を始めた。

## 人口動態
以下は2000年国勢調査による人口統計データである。
| 基礎データ - 人口: 21,961 人 - 世帯数: 8,487 世帯 - 家族数: 5,856 家族 - 人口密度: 739.2人/km2（1,914.1 人/mi2） - 住居数: 9,487 軒 - 住居密度: 319.4軒/km2（826.9 軒/mi2） 人種別人口構成 - 白人: 62.76% - アフリカン・アメリカン: 25.65% - ネイティブ・アメリカン: 0.61% - アジア人: 3.52% - 太平洋諸島系: 0.41% - その他の人種: 2.60% - 混血: 4.46% - ヒスパニック・ラテン系: 5.66% 年齢別人口構成 - 18歳未満: 29.1% - 18-24歳: 9.6% - 25-44歳: 32.6% - 45-64歳: 20.0% - 65歳以上: 8.6% - 年齢の中央値: 33歳 - 性比（女性100人あたり男性の人口） - 総人口: 95.0 - 18歳以上: 91.0 | 世帯と家族（対世帯数） - 18歳未満の子供がいる: 38.5% - 結婚・同居している夫婦: 48.7% - 未婚・離婚・死別女性が世帯主: 16.1% - 非家族世帯: 31.0% - 単身世帯: 26.0% - 65歳以上の老人1人暮らし: 6.1% - 平均構成人数 - 世帯: 2.57人 - 家族: 3.09人 収入と家計 - 収入の中央値 - 世帯: 35,763米ドル - 家族: 41,260米ドル - 性別 - 男性: 30,518米ドル - 女性: 20,982米ドル - 人口1人あたり収入: 16,436米ドル - 貧困線以下 - 対人口: 12.5% - 対家族数: 11.3% - 18歳未満: 18.0% - 65歳以上: 3.4% |

## 学校
ラドクリフ市には公立の中等教育学校が2校ある。大半はノース・ハーディン高校に通うが、一部はジョン・ハーディン高校に通っている。このジョン・ハーディン高校は、エリザベスタウンの郵便局が機能するラドクリフ市内に位置している。小学校はノースパーク、ウッドランド、メドウビュー、ラドクリフの4校、中学校はノース中学校1校である。この他に私立学校として、ラドクリフのフェローシップ独立バプテスト教会が運営するノース・ハーディン・クリスチャン学校もある。